# Jonas Reckermann
Jonas Reckermann (Rheine, 25 de mayo de 1979) es un deportista alemán que compitió en voleibol, en la modalidad de playa.
Participó en dos Juegos Olímpicos de Verano, en los años 2004 y 2012, obteniendo una medalla de oro en Londres 2012 (haciendo pareja con Julius Brink).
Ganó dos medallas en el Campeonato Mundial de Vóley Playa, oro en 2009 y bronce en 2011, y seis medallas en el Campeonato Europeo de Vóley Playa entre los años 2002 y 2012.

## Palmarés internacional
| Juegos Olímpicos   | Juegos Olímpicos               | Juegos Olímpicos  | Juegos Olímpicos |
| Año                | Lugar                          | Medalla           | Pareja           |
| ------------------ | ------------------------------ | ----------------- | ---------------- |
| 2012               | Londres (Reino Unido)          | Medalla de oro    | Julius Brink     |
| Campeonato Mundial |                                |                   |                  |
| Año                | Lugar                          | Medalla           | Pareja           |
| 2009               | Stavanger (Noruega)            | Medalla de oro    | Julius Brink     |
| 2011               | Roma (Italia)                  | Medalla de bronce | Julius Brink     |
| Campeonato Europeo |                                |                   |                  |
| Año                | Lugar                          | Medalla           | Pareja           |
| 2002               | Basilea (Suiza)                | Medalla de oro    | Markus Dieckmann |
| 2003               | Alanya (Turquía)               | Medalla de plata  | Markus Dieckmann |
| 2004               | Timmendorfer Strand (Alemania) | Medalla de oro    | Markus Dieckmann |
| 2005               | Moscú (Rusia)                  | Medalla de bronce | Markus Dieckmann |
| 2011               | Kristiansand (Noruega)         | Medalla de oro    | Julius Brink     |
| 2012               | La Haya (Países Bajos)         | Medalla de oro    | Julius Brink     |